# Ein goldenes Geschäft
Ein goldenes Geschäft ist ein 1916 gedrehtes deutsches Stummfilmlustspiel von und mit Rudolf del Zopp sowie mit Manny Ziener in der weiblichen Hauptrolle.

## Handlung
Der junge Walter Stiller hat eine Idee, die in seinen Augen ein „goldenes Geschäft“ versprechen soll. Daher geht er zum Millionär Herrn Kronau, der ihm seine Idee finanzieren soll. Stiller plant eine Versicherungsgesellschaft zu gründen, die sich darauf spezialisieren soll, Kundinnen gegen Ehelosigkeit zu versichern. Um zu zeigen, wie sehr ihm diese Idee gefällt, wird von Kronau als erstes seine eigene Tochter Hedwig versichert. Doch bald zeigt es sich, dass in dieser Idee ein riesiger Wurm steckt: Vor allem alte Jungfern und wenig ansehnliche Frauen, die ganz schwer an den Mann zu bringen sind, wollen unbedingt eine Police abschließen, während die jungen hübschen keinerlei Interesse zeigen, sodass das „goldene Geschäft“ ein riesiger Verlust zu werden droht.
Um vor den murrenden Aktionären mit gutem Beispiel voran zu gehen, zeigt sich Walter sogar bereit, sich selbst zu opfern und eine alte hässliche Frau zu ehelichen. Auch Kronau will dazu beitragen, die Verluste der neuen Firma in Grenzen zu halten, und so stimmt er zu, die korpulente und recht unansehnliche Laura Immergrün, seine eigene Hausdame, zu heiraten. Doch beide Männer kommen noch einmal davon: Auf Fräulein Immergrün hat bereits ein anderer Herr, ein gewisser Jumbo Stürmer aus Australien, ältere Rechte geltend gemacht, und Hedwig, die auch versichert wurde, ehelicht Stiller, den Mann mit dieser „famosen“ Geschäftsidee.

## Produktionsnotizen
Ein goldenes Geschäft entstand im Eiko-Film-Atelier in Berlin-Marienfelde. Der Zweiakter passierte im Oktober 1916 die Filmzensur, erhielt ein Jugendverbot und wurde bald darauf uraufgeführt.

## Kritik
„Manny Ziener als Hauptdarstellerin läßt ihrem Temperament alle Zügel schießen, sie entzückt uns durch ihre übersprudelnde und übermütige Liebenswürdigkeit, mit der sie ihren Gatten einen Coup gegen einen prahlerischen Konkurrenten ausüben läßt. Dieses Lustspiel hat auch den Vorzug, nicht zu lang zu sein.“